# James Woodford
Pour les articles homonymes, voir Woodford (homonymie) et James.
À ne pas confondre avec le pasteur James Woodforde et l'évêque d'Ely James Russell Woodford (en).
James Woodford, de son nom complet James Arthur Woodford OBE RA, né le 25 septembre 1893 à Nottingham et mort le 8 novembre 1976 à Twickenham, dans le Grand Londres, est un sculpteur britannique du XXe siècle. Ses œuvres incluent une paire de portes en bronze au Royal Institute of British Architects, ainsi que la statue de Robin des Bois au château de Nottingham.

## Biographie

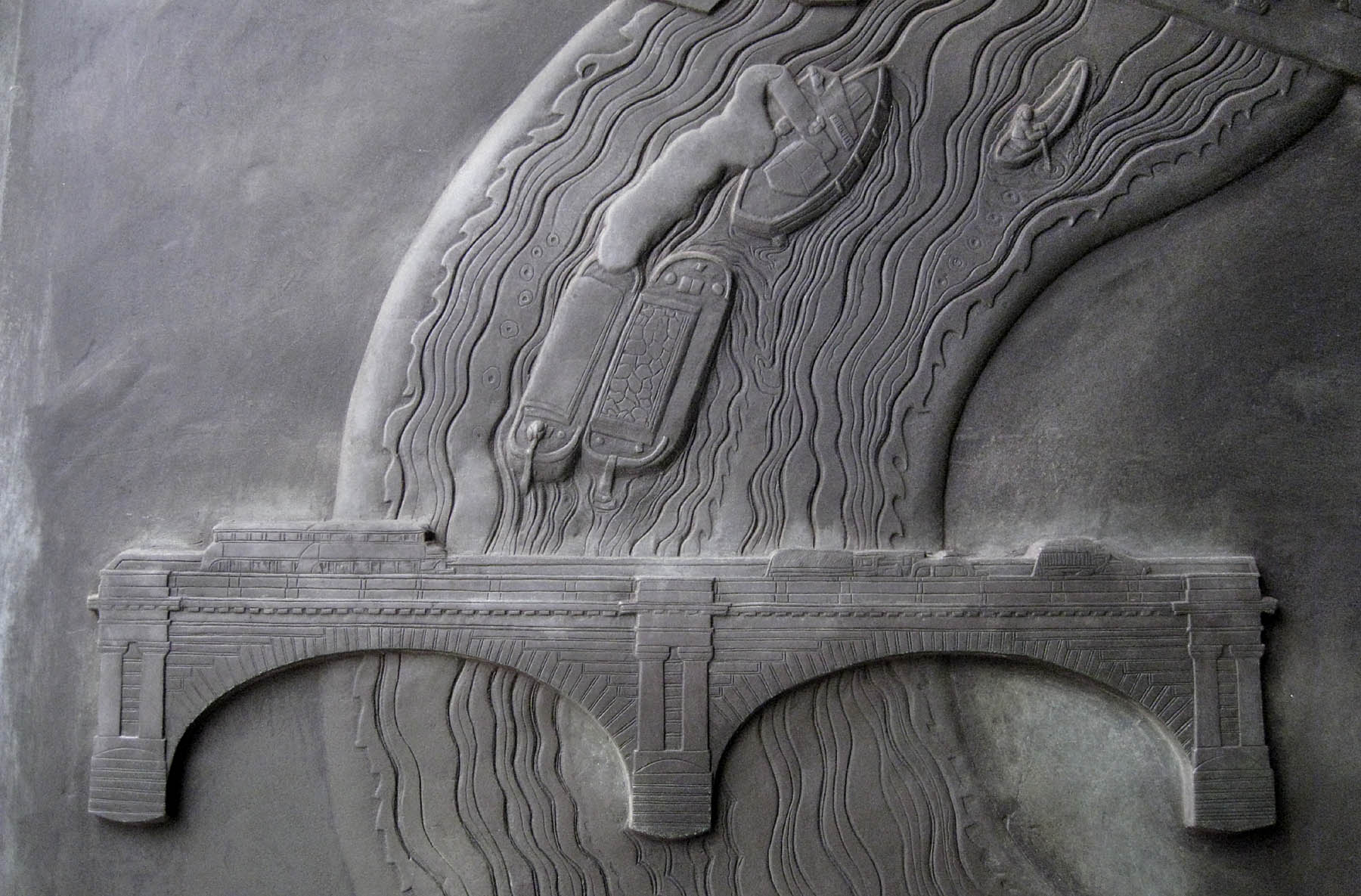
Détail de la porte en bronze du 66, Portland Place.

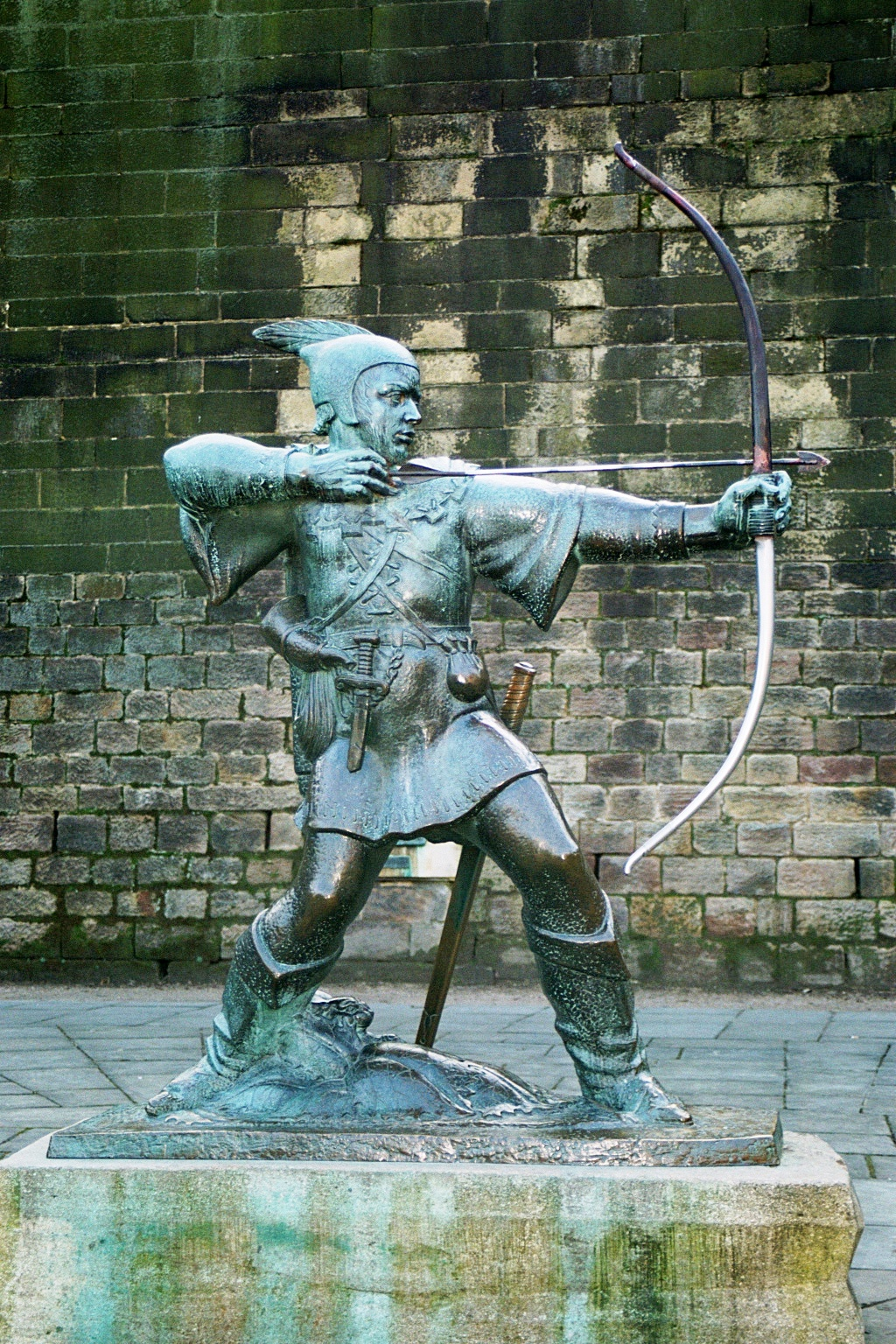
Statue de Robin des Bois.

James Woodford est né à Nottingham en 1893. Son père était un fabricant de dentelle. Il s'inscrit au Nottingham Trent University, School of Art and Design (en), mais ses études sont interrompues lorsqu'il s'est enrôlé pour la Première Guerre mondiale. À la fin de la guerre, Woodford étudie au Royal College of Art, où il reçoit le titre de Rome Scholar de 1922 à 1925.
Il conçoit les portes en bronze de l'extension des années 1930 de l'École royale pour les aveugles de Liverpool (en), sur Hope Street (en). Lorsque l'école déménage dans le quartier de Wavertree (en), les portes sont aussi emmenées au nouvel emplacement. En 1934, il crée une paire de portes en bronze massif pour le Royal Institute of British Architects au 66 Portland Place à Londres. Chacune pesait 1,5 tonne et présentait en reliefs la Tamise et différents bâtiments londoniens. Il réalise aussi des figures sur les colonnes extérieures, ainsi que des reliefs en plâtre sur le plafond dépeignant les différents âges de l'architecture britannique (en). En 1938, il complète 18 tourteaux (en) pour les six portes massives de l'Hôtel de ville de Norwich (en), pour symboliser l'histoire de la ville.
Woodford a aussi réalisé la statue de Cérès trônant au dessus du portail du Corn Exchange (en) à Brighton, installé par la ville en 1934. Il a aussi travaillé sur la décoration du Queen Mary, en ayant notamment réalisé des panneaux de bois et des lampes en bronze dans le fumoir de la deuxième classe. À cette même époque, il reçoit une commande du Good Intent, un restaurant de haute cuisine de Chelsea, où il réalise des reliefs d'une sirène et de deux hippocampes. Pendant la Seconde Guerre mondiale, il est camoufleur pour le ministère de l'Air du Royaume-Uni. Lorsqu'elle termine, il crée des mémoriaux de guerre, notamment au bâtiment du British Medical Association sur Tavistock Square à Londres.
Lors du couronnement d'Élisabeth II en 1953, il conçoit et sculpte une série de dix sculptures des bêtes de la Reine (en), chacune mesurant 1,8 m de haut et placées plus tard à l'abbaye de Westminster. Il copie la série en pierre de Portland, série qui sera donnée aux jardins de Kew par un donateur anonyme en 1956. Dans les années 1950, il effectue aussi une suite de reliefs représentant les quatre éléments pour l'ancien immeuble de Lloyd's sur Lime Street (en). Les reliefs étaient placés très haut, de sorte qu'ils étaient presque invisibles selon Arthur Byron. À la suite de sa démolition, les reliefs ont été placés dans le Willis Building à hauteur du rez-de-chaussée.
En 1951, il sculpte en bronze les statues de Robin des Bois et de ses Joyeux Compagnons, qui seront placés dans le parc du château de Nottingham,. Ils sont désormais classés monument de rang II. En 1962, il effectue une refonte du blason royal du ministère des travaux (en). Le Times a notamment applaudi la refonte.
Il devient associé du Royal Academy le 2 mars 1937 et devient membre officiel le 27 avril 1945. Il reçoit l'ordre de l'Empire britannique lors des honneurs du couronnement de 1953 (en). Dans les années 1970, il déménage du district ouest-londonien de Chiswick pour la ville de banlieue de Twickenham, où il meurt en 1976.